# Deutschland 89
Deutschland 89 es una serie alemana de una temporada de duración, compuesta por 8 episodios y estrenada originalmente el 25 de septiembre de 2020. Es la tercera y última entrega de la serie que comenzó con Deutschland 83, y que tiene como punto clave la caída del Muro de Berlín el 9 de noviembre de 1989.

## Reparto
- Jonas Nay como Martin Rauch y Moritz Stamm, un guarda fronterizo de la República Democrática Alemana, reclutado en 1983 por la HVA, el departamento de inteligencia exterior de la Stasi.
- Maria Schrader como Lenora, la tía de Martin, que trabaja en la HVA.
- Sylvester Groth como  Walter Schweppenstette, el jefe de Lenora en la HVA.
- Svenja Jung como Nicole Zangen.
- Uwe Preuss como Markus Fuchs.
- Carina Wiese como Ingrid Rauch, la madre de Martin.
- Alexander Beyer como Tobias Tischbier, antiguo tutor de Martin en la HVA.
- Lavinia Wilson como Brigitte Winkelmann, ex interés amoroso de Martin y agente del Servicio Federal de Inteligencia (BND) que trabaja con la CIA para reclutar exagentes de la HVA.
- Fritzi Haberlandt como Tina Fischer, una doctora de Alemania Oriental que escapó a Berlín Occidental.
- Niels Bormann como Fritz Hartmann, agente de HVA.
- Florence Kasumba como Rose Seithathi, agente del Congreso Nacional Africano (ANC).
- Anke Engelke como Barbara Dietrich, consultora financiera de StäV.
- Emil Hostina como Grigore Antonescu, ciudadano rumano y miembro de una organización terrorista que se hace amigo de Lenora.
- Rainer Sellien como Carl Baumgarten, un músico de Alemania Occidental y miembro de un grupo terrorista de extrema izquierda al que Martin tiene la tarea de espiar.
- Samia Muriel Chancrin como Sabine Baumgarten, esposa y cómplice de Carl.
- Nicolai Borger como Rolf, sicario del grupo terrorista de extrema izquierda en el que se infiltra Martin.
- Mike Davies como John Tyler, un jefe de la CIA que trabaja en Berlín Oriental.

## Producción
La serie fue anunciada a comienzos de febrero de 2019, como parte final de la trilogía Deutschland que debía terminar con el deterioro de la República Democrática de Alemania en 1989 hasta la posterior reunificación. En septiembre de 2019 RTL confirmó que el rodaje había comenzado y se esperaba que se completara en y alrededor de Berlín a finales de 2019.
La sede del antiguo Ministerio para la Seguridad del Estado (Stasi), ubicada en Normannenstraße (Berlín), fue utilizada para varias tomas y escenas en exterior.
Al igual que Deutschland 86, se firmó un acuerdo de producción con el servicio en línea Amazon Video, que proporcionó financiación adicional a la producción de la serie.

## Episodios
| Número | Título                | Director(es)                 | Guionista(s)              | Fecha de estreno en Alemania |
| ------ | --------------------- | ---------------------------- | ------------------------- | ---------------------------- |
| 1      | «Kyrie Eleison»       | Randa Chahoud y Soleen Yusef | Anna Winger y Jörg Winger | 25 de septiembre de 2020     |
| 2      | «November Nights»     | Randa Chahoud y Soleen Yusef | Anna Winger y Jörg Winger | 25 de septiembre de 2020     |
| 3      | «Magic»               | Randa Chahoud y Soleen Yusef | Anna Winger y Jörg Winger | 25 de septiembre de 2020     |
| 4      | «Operation Condor»    | Randa Chahoud y Soleen Yusef | Anna Winger y Jörg Winger | 25 de septiembre de 2020     |
| 5      | «Timisoara Rebellion» | Soleen Yusef                 | Anna Winger y Jörg Winger | 25 de septiembre de 2020     |
| 6      | «Quando Ti Guardo»    | Soleen Yusef                 | Anna Winger y Jörg Winger | 25 de septiembre de 2020     |
| 7      | «Phase Zwei»          | Soleen Yusef                 | Anna Winger y Jörg Winger | 25 de septiembre de 2020     |
| 8      | «The End of History»  | Soleen Yusef                 | Anna Winger y Jörg Winger | 25 de septiembre de 2020     |